# Hypsalonia rentzi
Hypsalonia rentzi är en insektsart som beskrevs av Gurney och Eades 1961. Hypsalonia rentzi ingår i släktet Hypsalonia och familjen gräshoppor. Inga underarter finns listade i Catalogue of Life.